# Viaticum (album)
Albums de Esbjörn Svensson Trio
Seven Days of Falling
(2003) Tuesday Wonderland
(2006)
Viaticum est un album studio du Esbjörn Svensson Trio.

## Description
Viaticum dégage une atmosphère légèrement plus sombre que les précédents opus du trio suédois mais reste clairement ancré dans le style qui a fait sa gloire, c’est-à-dire un jazz moderne éclectique et des compositions originales aux influences variées,.

## Musiciens
- Esbjörn Svensson - Piano
- Magnus Öström - Batterie
- Dan Berglund - Basse

## Pistes
Toutes les compositions sont du Esbjörn Svensson Trio
1. Tide Of Trepidation (7:12)
2. Eighty-eight Days In My Veins (8:22)
3. The Well-wisher (3:47)
4. The Unstable Table & The Infamous Fable (8:32)
5. Viaticum (6:51)
6. In The Tail Of Her Eye (6:55)
7. Letter From The Leviathan (6:56)
8. A Picture Of Doris Travelling With Boris (5:40)
9. What Though The Way May Be Long (6:20)